# Hypephyra xanthospilaria
Hypephyra xanthospilaria är en fjärilsart som beskrevs av Eugen Wehrli 1925. Hypephyra xanthospilaria ingår i släktet Hypephyra och familjen mätare. Inga underarter finns listade i Catalogue of Life.